# Величка (Болгарія)
Вели́чка (болг. Величка) — село в Тирговиштській області Болгарії. Входить до складу общини Омуртаг.

## Населення
За даними перепису населення 2011 року у селі проживала 391 особа, з них 373 особи (99,2%) — турки.
Розподіл населення за віком у 2011 році:
Динаміка населення: